# Terrier de Australia
El Terrier de Australia o Australian Terrier es una raza de perro originaria de Australia perteneciente a la familia de los Terriers, y dentro de esta a la Sección 2.

## Apariencia
Por su apariencia, por regla general, se le suele confundir por un yorkshire terrier de tamaño grande. No es de extrañar ya que esta raza procede del cruce de un yorkshire terrier y de distintas razas de terrier entre las que se encuentran el cairn terrier y el dandie dinmont terrier. En cuanto a su aspecto diremos que es un perro alargado, robusto de extremidades cortas y fuertes, de pelaje áspero. Sus medidas están en 25 cm hasta la cruz para los machos y en 22,5 - 23 cm en las hembras, el peso medio está establecido en unos 6,5 kg en los machos, y 6 kg en las hembras. En cuanto al manto, puede ser gris plateado, gris azulado, castaño claro, castaño rojizo, y gris en el cuerpo, y castaño claro en el cráneo y las patas. La cola suele ser amputada y llevada erguida.

## Temperamento
Vivaz, atento y con una expresión facial que denota inteligencia, leal y muy fiel. En ocasiones puede llegar a ser dominante por lo que un buen adiestramiento desde temprana edad sería lo adecuado.

## Cuidados
Está perfectamente adaptado a cualquier tipo de vivienda, ya sea grande o pequeña (apartamento, casa, vivivenda con jardín, etc.). Debe bastar con un cepillado y una caminata diarios.

## Historia y orígenes
Su origen se remonta a principios del siglo XIX, cuando las familias británicas acompañadas de sus terriers viajaban a Australia, donde estos se fueron mezclando con la fauna canina local y otros perros llevados por los colonos como el dandie dinmont terrier y muchos otros más dando origen al australian terrier, que empezó a ser reconocido por las sociedades caninas británicas en la década de 1930 en adelante, y por las americanas en 1960.